# Dancehall Album
Dancehall Album é o décimo segundo álbum de estúdio da banda UB40, lançado a 27 de abril de 1998.
O disco atingiu o nº 57 das paradas do Reino Unido, ficando 2 semanas nas paradas.
| Críticas profissionais                                                      | Críticas profissionais |
| Avaliações da crítica                                                       | Avaliações da crítica  |
| Fonte                                                                       | Avaliação              |
| --------------------------------------------------------------------------- | ---------------------- |
| allmusic                                                                    | [ 3 ]                  |
| Esta tabela precisa de ser acompanhada por texto em prosa. Consulte o guia. |                        |

## Faixas
1. "Magic Carpet"
2. "Force Ripe"
3. "Smile for Me"
4. "Waw Waw Waw"
5. "Ladda Bay"
6. "More Opportunity"
7. "Oh No Baby Don't Go"
8. "Love That I Need"
9. "More Love"
10. "Nuff Love"
11. "Who"
12. "Hills and Valleys"
13. "No Stray"